# Miholjački Poreč
Miholjački Poreč – wieś w Chorwacji, w żupanii osijecko-barańskiej, w mieście Donji Miholjac. W 2011 roku liczyła 183 mieszkańców.